# Katalog ACT
Katalog ACT (The ACT Reference Catalog) – katalog stworzony przez United States Naval Observatory (USNO), aby dostarczyć danych na temat ruchów własnych większości gwiazd znajdujących się w katalogu Tycho. Został on opublikowany w 1998 roku. Na początku XXI wieku katalog ten został zastąpiony przez Tycho-2, który zawiera dane 2,5 miliona gwiazd.
Odkąd katalog Tycho bazuje na danych z satelity Hipparcos, daje on mało danych na temat samych ruchów gwiazd. USNO rozwiązało ten problem łącząc dane Tycho z tymi z Astrographic Catalogue, zbieranymi głównie w latach 1895-1920. Rezultatem połączenia jest informacja na temat ruchów 988 758 gwiazd.